# 34288 Bevindaglen
2000 QU149 (asteroide 34288) é um asteroide da cintura principal. Possui uma excentricidade de 0.06604290 e uma inclinação de 4.72972º.
Este asteroide foi descoberto no dia 25 de agosto de 2000 por LINEAR em Socorro.